# Senador Pompeu
Senador Pompeu este un oraș în statul Ceará (CE) din Brazilia.